# Odřivous
Odřivous (polsky Odrowąż či Odrzywąs) je polský šlechtický rod, který má erb shodný s českými Benešovici, je tedy možné, že mohl pocházet z Moravy. 

## Historie
K rodu (podle erbu) se však řadí již dominikán Ivo Odřivous (1160–1229, syn Saula, studoval také v Boloni, kde působil svatý Dominik), který byl biskupem v Krakově, jeho synovec blahoslavený Česlav (1184–1242), který studoval mj. v Praze, a jejich příbuzný svatý Jacek neboli Hyacint (1183–1257), který je od roku 1686 patronem Litvy. 
Nejstarší rodová zmínka však pochází až z roku 1350 (Piotr), ale erb je také velmi podobný rodu Ogończyků.